# Sant Bernabé (Camprodon)
El Sant Bernabé és una muntanya de 1.370 metres que es troba entre els municipis de Camprodon i de Molló, a la comarca catalana del Ripollès.